# Zamek w Kuryłówce
Zamek w Kuryłówce – budowla, która obecnie w szczątkowej formie usytuowana jest na wzniesieniu w zakolu Złotej w Kuryłówce, w województwie podkarpackim.

## Historia
Początki budowy zamku sięgają czasów rzymskich. W XIII wieku znajdował się tu gród obronny. Od 1424 roku był to zamek rodziny Tarnowskich otoczony fosą i wałami. W latach 1524–1655 funkcję siedziby starostów leżajskich dzielił z nowo powstałym dworem w Leżajsku. Od XVI wieku nosił nazwę Tarnawiec (Dziedziczka Zofia ze Sprowy Odrowąż (1540-1580), szlachcianka o piastowskich korzeniach po kądzieli nadała przysiółkowi Kuryłówki nazwę Tarnawiec na cześć nieżyjącego męża - Jana Krzysztofa Tarnowskiego). W XVIII wieku przebudowany przez Stanisława Potockiego na pałac, który był piękną wielkopańską rezydencją na którą składało się: pałac (wiadomo jak wyglądał w 1759 roku – dwupiętrowy budynek z ponad 40 bogato urządzonymi pomieszczeniami, połączony po bokach z 2 oficynami), kaplica dworska położona poza fosą (pochodzącą z wcześniejszego założenia obronnego) oraz cztery oficyny. Na środku dziedzińca pałacowego stała studnia. Otoczony był murami obronnymi z bramą i ziemnym bastionem a uzbrojenie fortyfikacji składało się z 10 armat. W 1788 roku obok zamku założono manufakturę sukienniczą, która jak i zamek istniały jeszcze w 1832 roku – potem z bliżej nieznanych powodów, zostały rozebrane.
Z dawnego założenia zamkowego zostało niewiele, oprócz kościoła, są to oficyny – północna (przebudowana w 1912 roku na plebanię) i południowa (w której zachowały się jeszcze ślady polichromii) a także pozostałości fortyfikacji ziemnych.
Jak podają Józef Piotrowski i  Aldona Cholewianka-Kruszyńska, Zamek w Kuryłówce jest miejscem urodzin Jana Potockiego.